# Negros Oriental
Negros Oriental (en cebuà Sidlakang Negros) és una província de les Filipines situada a la regió de les Visayas Centrals. Ocupa la part sud-oriental de l'illa de Negros, mentre que la part restant de l'illa pertany a la província de Negros Occidental. Inclou també l'illa d'Apo, un lloc de busseig popular per als turistes locals i estrangers. L'estret de Tañon, a l'est, separa Negros Oriental de l'illa de Cebú, mentre que l'illa de Siquijor se situa al sud-est. La llengua parlada principal és el cebuà, i la confessió religiosa predominant és el catolicisme romà. Dumaguete és la seu del govern provincial i també la ciutat més poblada.

## Divisió administrativa
La província de Negros Oriental es compon de 20 municipis i cinc ciutats, subdividits alhora en 557 barangays.

### Ciutats
- Bais
- Bayawan
- Canlaon
- Dumaguete
- Tanjay

### Municipis
| - Amlan - Ayungon - Bacong - Basay - Bindoy - Dauin - Guihulngan | - Jimalalud - La Libertad - Mabinay - Manjuyod - Pamplona - San Jose - Santa Catalina | - Siaton - Sibulan - Tayasan - Valencia - Vallehermoso - Zamboanguita |